# Otoya Yamaguchi
Otoya Yamaguchi (jap. 山口二矢 Yamaguchi Otoya; ur. 22 lutego 1943 w Tokio, zm. 2 listopada 1960 tamże) – japoński nacjonalista, członek prawicowej organizacji, zamachowiec – zabójca lidera Japońskiej Partii Socjalistycznej Inejirō Asanumy.

## Życiorys
12 października 1960 podczas odbywającej się w tokijskiej Hibiya Hall i transmitowanej przez telewizję debaty poprzedzającej wybory parlamentarne wbiegł na scenę i przebił mieczem wakizashi przemawiającego Asanumę, który w następstwie tego zmarł.
Niecałe trzy tygodnie później popełnił samobójstwo w celi aresztu dla nieletnich, wieszając się na prześcieradle. Przed śmiercią używając mieszaniny pasty do zębów i wody wykonał na ścianie celi napis: Siedem żyć mojemu krajowi. Dziesięć tysięcy lat Jego Wysokości Cesarzowi!
Wykonana przez Yasushi Nagao fotografia przedstawiająca Yamaguchiego tuż po wyjęciu miecza z ciała Asanumy zdobyła Nagrodę Pulitzera oraz nagrodę World Press Photo w 1960.
Na motywach postaci Yamaguchiego laureat Nagrody Nobla, Kenzaburō Ōe, oparł swoją nowelę Seventeen z 1961.